# 栗頭鳽
栗头鳽（学名：Gorsachius goisagi）为鹭科鳽属的鸟类，又名栗頭鳽，俗名粟头虎斑鳽、栗头夜鳽。是一種分布於東亞的夜鷺。牠在日本繁殖，冬季遷徙至菲律賓和印尼過冬。春季和夏季在韓國和俄羅斯遠東地區也能見到。
麻鷺喜愛密集、潮濕的森林，不論在繁殖區還是越冬區都如此。直到1970年代，這種鳥類還很常見，但由於夏季和冬季棲地被砍伐作木材和農田，牠現正受到森林砍伐的威脅。其他已知的威脅包括在其繁殖區引入的黃鼬（Mustela sibirica）和由於烏鴉數量增加而造成的巢被掠奪。目前的成熟個體數量估計不到1,000隻。因此，日本和香港已將麻鷺列為保護物種。
未來保護該物種的建議行動包括調查其在日本和菲律賓的繁殖習性，保護其棲地，增加公眾對這種鳥類的興趣和認識，以及阻止外來物種與其競爭。

## 分類
麻鷺在1835年由荷蘭動物學家康拉德·雅各·特明克根據雙名法正式描述，並將其模式產地指定為日本。現在該物種與黑冠麻鷺一起歸入由法國自然學家夏爾·呂西安·波拿巴於1855年引入的麻鷺屬（Gorsachius）中。 屬名源自種小名，goisagi，來自日語goi-sagi，意思是夜鷺。

## 描述
麻鷺的翼展在43到47公分之間，成鳥和幼鳥的羽毛顏色各異。成鳥的頭部和頸部羽毛呈紅褐色，翅膀的羽毛則為深棕色。 幼鳥頭部的羽毛顏色比成鳥更黑，而翅膀的羽毛顏色比成鳥更淺。 幼鳥和成鳥都有寬大的喙和眼睛外層的黃色皮膚。 麻鷺的一個獨特特徵是翅膀覆羽上不規則的密集黑色條紋。

## 分布與棲地
牠們會到琉球群島和菲律賓等地過冬，飛行路線上海、福建和香港。目前分布于日本、印度尼西亚、菲律宾、台湾以及中国大陆的浙江、上海、福建、广东等地，一般栖息于海湾、河口及附近稻田、芦苇丛、树丛中。
麻鷺通常棲息於近水的密集針葉和闊葉森林，如河流和溪流旁。 這種棲地在繁殖區和非繁殖區是一致的。麻鷺的海拔分布範圍通常在50到240米之間，但在日本和菲律賓的稀疏棲地中，牠們也曾在超過1,000米的高度被報導。 冬季時，牠們會在陰暗且深度遮蔽的森林中避寒，這些森林靠近水源，海拔可高達2,400米。
该物种的模式产地在日本。據香港觀鳥會表示，現存栗鳽數量或少至一千隻，而且有下降趨勢。

## 遷徙
麻鷺通常在冬季出現在菲律賓，但也能在其他東亞國家如韓國、中國南部、台灣和俄羅斯見到。牠們在3月至6月間抵達日本的繁殖地，並在9月至11月間前往菲律賓。麻鷺通常與超過1,000隻其他鷺鳥混群遷徙，包括黑冠夜鷺。麻鷺是高度遷徙的物種，具有一定的分散傾向。在遷徙期間，有時會超越目的地菲律賓，抵達印尼和帛琉。

## 行為與生態

### 食物與覓食
麻鷺在黃昏時覓食，通常單獨或小群行動，很少在空曠地區出現。其飲食包括森林地面上的土壤動物，如蚯蚓、蝸牛和小型昆蟲。據悉，麻鷺會用其厚實的喙從地下挖出蚯蚓和陸生蝸牛。牠們似乎選擇吃較成熟的蝸牛，以避免誤食較軟殼的未成熟蝸牛。雖然大部分營養來自森林地面，但牠們也會在沼澤和稻田沿岸的淺水中捕食甲殼類和小魚。

### 繁殖
目前僅有一次報告提及麻鷺在台灣繁殖。通常，牠們在5月至7月於日本繁殖，具體取決於到達繁殖地的時間。麻鷺在高達20米的高樹上築巢，如雪松、柏樹和橡樹。牠們獨自築巢，很少在距離其他鷺鳥很近的地方築巢，持續17至20天。巢由樹枝和大量橫放在樹枝上的葉子構成，結構脆弱。每個繁殖季節產卵3到5顆。雛鳥並不會在同一天孵化，因為每顆蛋在產下後便開始孵化。雛鳥孵化三天後，父母會離開7到9小時不等去覓食。20天後，父母每天返回一至兩次，逐漸頻繁，直到35至37天後新孵化的鷺鳥離巢。

## 威脅
麻鷺面臨的最大威脅是農村低地森林的砍伐。無限制的農田開發嚴重影響了鷺鳥的繁殖和覓食區域，對其常規的築巢習性造成不利影響。此外，該地區迅速增長的烏鴉種群，其掠食範圍也包括夜鷺的巢。 自1901年在北海道引入黃鼬以來，麻鷺還面臨著來自黃鼬的競爭和掠食，黃鼬是活躍的魚類和昆蟲獵食者。 結果，麻鷺在野外數量急劇下降。

## 保育
由於繁殖區域受限，麻鷺非常罕見。過去十年中，麻鷺數量下降至幾千隻。 因此，麻鷺受日本和香港法律保護，並提出了許多計劃以遏制或穩定數量下降並促進物種的恢復。保育行動建議提高公眾意識，進一步研究鷺鳥在繁殖和非活動季節的家域，並控制標本的銷售。還正在解決影響鷺鳥的外來物種的控制和抑制問題。